# Uczelnie w Nowej Zelandii
W Nowej Zelandii działa 8 uniwersytetów, na których studiuje około 180 tysięcy osób (ekwiwalentnie 136,5 tysięcy studentów studiów stacjonarnych – EFTS) i zatrudnionych jest ok. 19,5 tysięcy pracowników.
| Nazwa                             | Główny Kampus    | Data założenia | Liczba studentów (EFTS, 2011) | Liczba etatów (FTE, 2011) | Fundusze rządowe (mln $, 2011) |
| --------------------------------- | ---------------- | -------------- | ----------------------------- | ------------------------- | ------------------------------ |
| Auckland University of Technology | CBD, Auckland    | 2000           | 18518                         | 1961                      | 142                            |
| Lincoln University                | Lincoln          | 1878           | 3843                          | 681                       | 43                             |
| Massey University                 | Palmerston North | 1927           | 19519                         | 2982                      | 182                            |
| Uniwersytet Auckland              | CBD, Auckland    | 1883           | 32193                         | 4784                      | 370                            |
| University of Canterbury          | Christchurch     | 1873           | 13553                         | 1787                      | 153                            |
| Uniwersytet Otago                 | Dunedin          | 1869           | 21728                         | 3749                      | 265                            |
| University of Waikato             | Hamilton         | 1964           | 10348                         | 1543                      | 98                             |
| Victoria University of Wellington | Wellington       | 1897           | 16871                         | 1974                      | 154                            |